# Thalamoporella inaequalis
Thalamoporella inaequalis är en mossdjursart som beskrevs av Cook 1964. Thalamoporella inaequalis ingår i släktet Thalamoporella och familjen Thalamoporellidae. Inga underarter finns listade i Catalogue of Life.